# Nuage de Hills
Pour les articles homonymes, voir Nuage et Hills.
Le nuage de Hills, également appelé nuage d'Oort interne, nuage d'Öpik-Oort interne, nuage interne ou nuage d'Oort fossile, est hypothétiquement un vaste ensemble de corps astraux, sous-ensemble du nuage d'Oort, qui serait situé depuis quelque 100 à 3 000 unités astronomiques (frontière interne) jusqu'à 2-3 × 104 unités astronomiques (frontière externe) du Soleil. Ce système, à la géométrie d'un disque épais (ou d'un tore mince), est donc bien au-delà de l'orbite des planètes et de la ceinture de Kuiper. Le nuage (externe) d'Oort, pour sa part, forme une structure sphéroïdale au-delà du nuage de Hills.
Le nuage de Hills est une théorie astronomique très vraisemblable, car bon nombre de corps y ont déjà été repérés. Il est beaucoup plus épais mais moins vaste que le nuage d'Oort,. Les interactions gravitationnelles des étoiles proches et les effets de marée galactique ont donné aux comètes du nuage d'Oort des orbites circulaires, ce qui ne doit pas être le cas pour les comètes du nuage de Hills.

## Historique

### Modèle d'un nuage unique

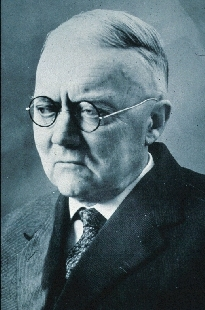
Ernst Öpik.

Entre 1932 et 1981, les astronomes pensaient qu'il n'y avait qu'un seul nuage : le nuage d'Oort mis en théorie par Ernst Öpik et Jan Oort et qu'avec la ceinture de Kuiper, il représentait la seule réserve cométaire.
En 1932, l'astronome estonien Ernst Öpik émit l'hypothèse que les comètes trouvaient leur origine dans un nuage orbitant à la limite externe du Système solaire. En 1950, cette idée fut ravivée de façon indépendante par l'astronome néerlandais Jan Oort afin d'expliquer cette contradiction apparente : les comètes sont détruites après plusieurs passages à travers le Système solaire interne. Ainsi, si toutes avaient existé depuis plusieurs milliards d'années (soit depuis le début du Système solaire), plus aucune ne pourrait être observée de nos jours.
Oort sélectionna pour son étude les 46 comètes les mieux observées entre 1850 et 1952. La répartition des inverses des demi-grands axes faisait apparaître un maximum de fréquence qui laissait supposer l'existence d'un réservoir de comètes entre 40 000 et 150 000 au (soit entre 0,6 et 2,5 années lumière). Celui-ci, situé aux limites de la sphère d'influence gravitationnelle du Soleil, serait soumis à des perturbations d'origine stellaire, susceptibles d'expulser les comètes du nuage, soit vers l'extérieur, soit vers l'intérieur donnant lieu à l'apparition d'une nouvelle comète.

### Nouveau modèle

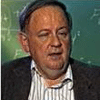
Jack Hills, à l'origine de l'étude du nuage homonyme.

Durant les années 1980, des astronomes réalisèrent que le nuage principal pouvait avoir un nuage interne qui commencerait à environ 3 000 au du Soleil et qui continuerait jusqu'au nuage classique à 20 000 au. La plupart des évaluations placent la population du nuage de Hills à environ cinq à dix fois celui du nuage extérieur, environ 20 billions, bien que le nombre puisse être dix fois plus grand que cela.
Le principal modèle du « nuage interne » a été proposé en 1981 par l’astronome J.G Hills, du Laboratoire de Los Alamos, qui lui donnera son nom. Il a mis en évidence ce nuage lorsqu'il calcula que le passage d'une étoile à proximité du Système solaire aurait pu causer des extinctions d'espèces sur la Terre, en déclenchant une « pluie de comètes ». En effet, ses recherches suggéraient que la plus grande partie de la masse totale des comètes du nuage aurait une orbite à un demi-grand-axe de 104 au donc beaucoup plus près du Soleil que la distance minimum du nuage d'Oort. De plus, l’influence des étoiles environnantes ainsi que celle de la « Marée galactique » auraient dû vider le nuage d'Oort en expulsant les comètes hors ou à l'intérieur du système solaire. Il axa alors ses études sur la possibilité de la présence d'un autre nuage plus petit, plus massif et aussi plus près du Soleil qui réapprovisionnerait le nuage externe en comètes.
Les années suivantes d'autres astronomes accréditèrent les recherches de Hills et les étudièrent. C'est le cas de Sidney van den Bergh qui suggéra la même structure en plus du nuage d'Oort en 1982, puis Mark E. Bailey en 1983. En 1986, Bailey établit que la majorité des comètes du système solaire sont situées non pas dans la zone du nuage d'Oort, mais plus proches, avec une orbite ayant un semi-axe de 5000ua, et proviendraient selon lui d'un nuage intérieur. Les recherches furent amplifiées par les études de Victor Clube et Bill Napier en 1987 ainsi que celles de R.B Stothers en 1988.
Cependant le nuage de Hills ne représente un intérêt majeur que depuis 1991, lorsque les scientifiques reprennent la théorie de Hills (hormis des documents écrits par Martin Duncan, Thomas Quinn et Scott Tremaine en 1987 qui reprennent la théorie de Hills et font des recherches supplémentaires).

### Terminologie
À l'instar de la ceinture de Kuiper, également appelée ceinture d'Edgeworth-Kuiper d'après le nom des scientifiques ayant étudié le phénomène, les nuages cométaires possèdent le nom des astronomes ayant mis en évidence leur existence. Le nuage de Hills porte alors le nom de l'astronome J.G Hills qui, le premier, émit l'hypothèse qu'il s'agissait d'un organe indépendant du nuage principal. Il est alternativement appelé nuage d'Oort interne, du nom de l'astronome néerlandais Jan Oort (prononcé /oːʁt/ en néerlandais), et nuage interne d'Öpik-Oort, du nom de l'astronome estonien Ernst Öpik (/ˈøpɪk/ en estonien).

## Caractéristiques

### Structure et composition

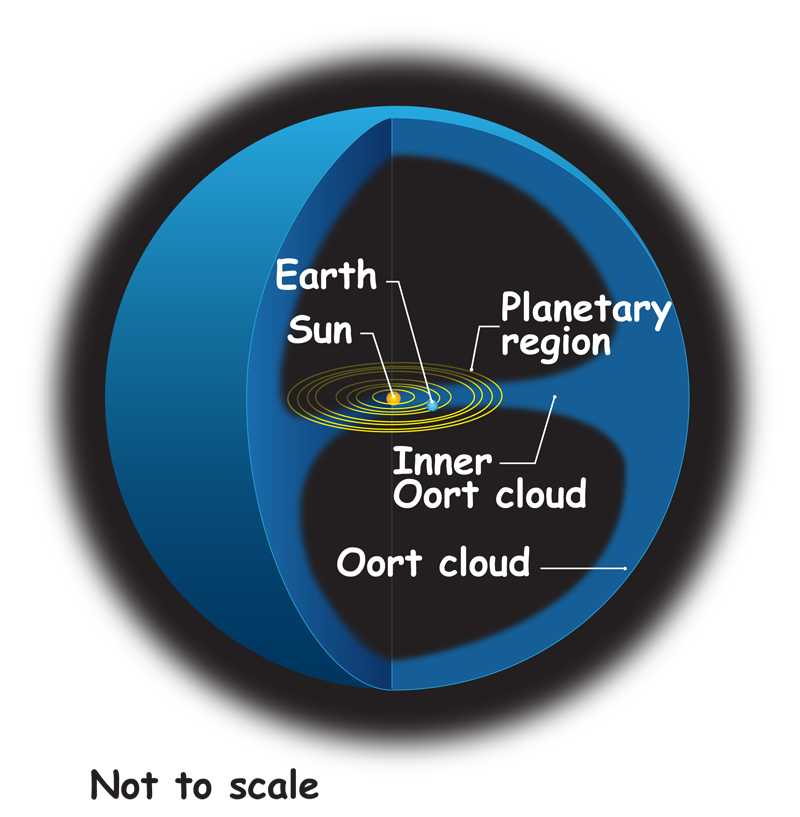
Nuage d'Oort interne et externe.

Les comètes du nuage d'Oort sont constamment perturbées par leur environnement. Une partie non négligeable quitte le Système solaire ou va dans le système interne. Ce nuage aurait donc dû s'épuiser depuis longtemps, or il n'en est rien. La théorie du nuage de Hills pourrait fournir une explication. J.G Hills ainsi que d'autres scientifiques ont suggéré qu'il serait une source qui livre des comètes dans un halo externe du nuage d'Oort en le réapprovisionnant lorsque ce halo externe est épuisé. Il est donc fort probable que le nuage de Hills soit la plus grande concentration de comètes de tout le Système solaire.
Le nuage de Hills occuperait une vaste zone d'espace comprise entre la limite externe de la ceinture de Kuiper, vers 50 ua, et 20 000 au, voire 30 000 au.
La masse du nuage de Hills n'est pas connue. Certains scientifiques pensent qu'il pourrait être cinq fois plus massif que le nuage d'Oort. Selon les estimations de Bailey, la masse du nuage de Hills serait de 13,8 masses terrestres si la majorité des corps sont situés vers 10 000 au.
Si les analyses des comètes sont représentatives de l'ensemble, la grande majorité des objets du nuage de Hills se compose de diverses glaces, comme l'eau, le méthane, l'éthane, le monoxyde de carbone et le cyanure d'hydrogène. Cependant, la découverte de l'objet 1996 PW, un astéroïde sur une orbite plus typique d'une comète à longue période, suggère que le nuage peut également contenir des objets rocheux.
L'analyse du carbone et des rapports isotopiques de l'azote dans les comètes des familles du nuage d'Oort d'une part, et dans les corps de la zone de Jupiter d'autre part, montre peu de différence entre les deux, en dépit de leurs régions nettement éloignées. Cela suggère que les deux proviennent du nuage protoplanétaire originaire, une conclusion aussi appuyée par des études de granulométrie des comètes du nuage et par la récente étude d'impact de la comète 9P/Tempel.

### Formation
Le nuage d'Oort serait un reliquat du disque protoplanétaire originel qui se serait formé autour du Soleil après l'effondrement de la nébuleuse solaire, il y a 4,6 milliards d'années. Pour beaucoup de scientifiques, le Nuage de Hills ne s'est pas formé en même temps que le nuage externe. Il serait né du passage d'une étoile à 800 au du Soleil, dans les 800 premiers millions d'années du Système solaire ce qui pourrait expliquer l'orbite excentrique de (90377) Sedna qui n'aurait pas dû se trouver là, n'ayant pas l'influence de Jupiter ni de Neptune, ni d'un effet de marée.
Il est donc envisageable que le nuage de Hills soit plus « jeune » que le nuage d'Oort. Seul (90377) Sedna présente ces irrégularités, pour 2000 OO67 et 2006 SQ372 cette théorie ne semble pas de mise, car les deux corps orbitent près des géantes gazeuses.
Dans 1,4 million d'années, le Nuage de Hills risque d'être de nouveau perturbé par le passage d'une autre étoile : Gliese 710. Ainsi la plupart des comètes, qu'elles soient issues du nuage d'Oort ou du nuage de Hills, vont être perturbées, certaines vont être éjectées et modifier la taille mais aussi l'aspect du Nuage de Hills. Le problème est qu'il risque de dévier des comètes à l'intérieur du Système solaire et de provoquer un hypothétique impact avec la Terre qui rappellerait l'impact qui a détruit les dinosaures il y a 65 millions d'années, entraînant une extinction massive.

## Corps remarquables

### Objets du nuage de Hills
| Nom        | Diamètre (km) | Périhélie (au) | Aphélie (au) | Découverte |
| ---------- | ------------- | -------------- | ------------ | ---------- |
| V774104    | 500 à 1000    | 50             | ~1000        | 2015       |
| 2012 VP113 | 315 à 640     | 80,5           | 445          | 2012       |
| Sedna      | 995 à 1 060   | 76,1           | 935          | 2003       |
| 2000 OO67  | 28 à 87       | 20,8           | 1 014,2      | 2000       |
| 2006 SQ372 | 50 à 100      | 24,17          | 2 005,38     | 2006       |

Les corps du Nuage de Hills sont composés essentiellement de glaces d'eau, de méthane et d'ammoniac. On connaît de nombreuses comètes ayant pour origine le nuage de Hills, comme la comète Hyakutake.
Quelques corps très étranges pourraient faire partie du Nuage de Hills. Beaucoup de mystères tournent autour de (528219) 2008 KV42, avec son orbite rétrograde : il se pourrait qu'elle provienne du Nuage de Hills, voire du nuage d'Oort. Il en va de même pour les damocloïdes dont les origines sont douteuses, comme celui qui a donné son nom à cette catégorie: (5335) Damoclès.
Dans l'article annonçant la découverte de Sedna, Mike Brown et ses collègues affirmèrent qu'ils observaient le premier corps du nuage d'Oort, le nuage hypothétique de comètes qui se situerait entre environ 2 000  et   50 000 au du Soleil. Ils observèrent que, à la différence des objets épars comme Éris, le périhélie de Sedna (76 au) est trop distant pour que l'influence gravitationnelle de Neptune ait joué un rôle durant l'évolution de Sedna. Sedna étant beaucoup plus proche du Soleil que prévu pour les objets du nuage d'Oort et son inclinaison étant proche de celle des planètes et de la ceinture de Kuiper, les auteurs considérèrent que Sedna était un « objet du nuage d'Oort intérieur » (« inner Oort cloud object »), situé sur le disque placé entre la ceinture de Kuiper et la partie sphérique du nuage,.

### Comètes remarquables

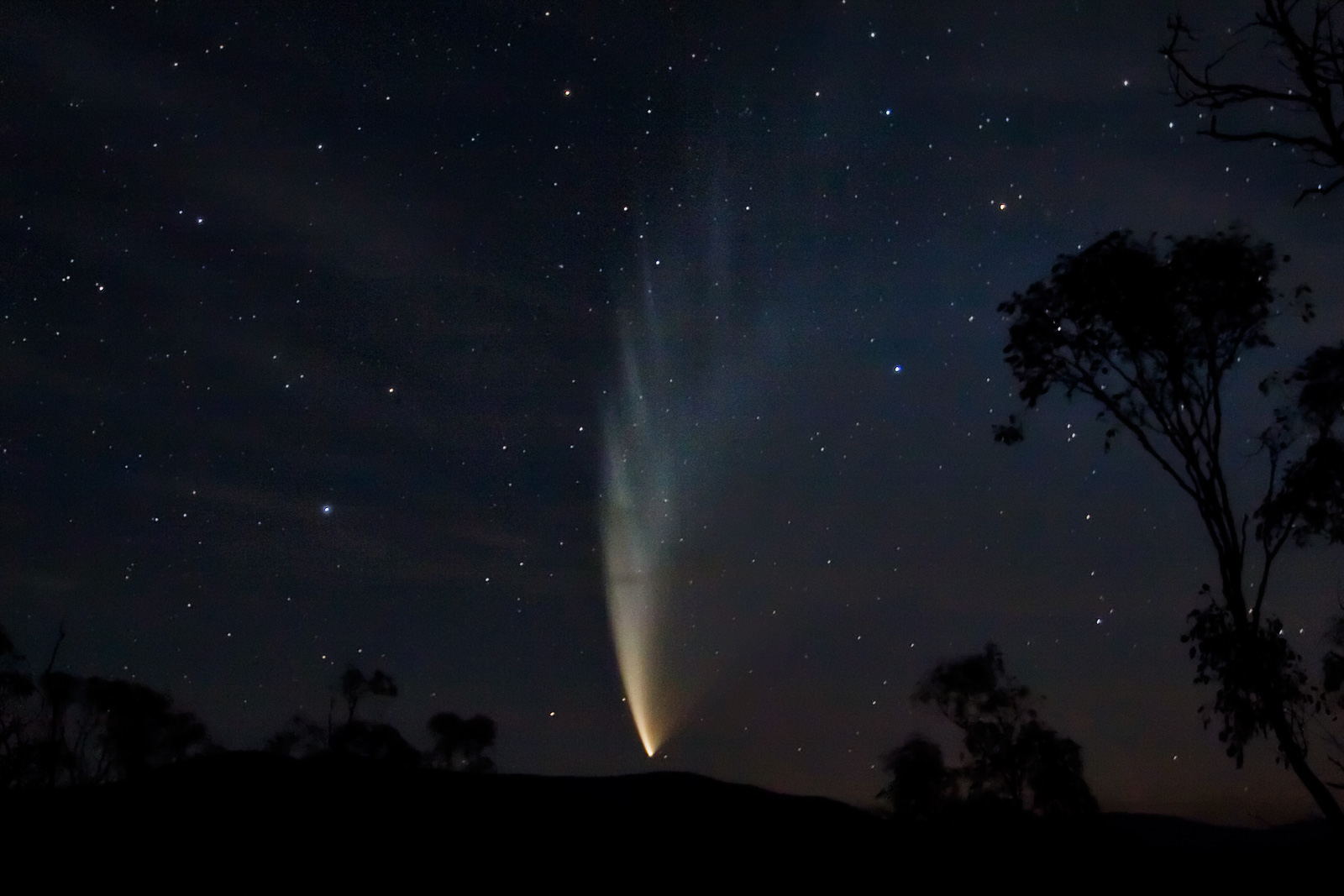
La comète McNaught.

Les scientifiques connaissaient plusieurs comètes qui provenaient de la même région que ce nuage cométaire hypothétique avec un aphélie supérieur à 1000 ua, provenant donc d'une zone plus lointaine que la ceinture de Kuiper mais à moins de 10 000 au, donc trop proche du système interne pour faire partie du nuage d'Oort.
Certaines comètes célèbres atteignent des distances si lointaines qu'elles peuvent être des candidates sérieuses au titre de corps du nuage de Hills. La comète Lovejoy, découverte dans l'hémisphère sud le 15 mars 2007 par l'astronome australien Terry Lovejoy par exemple, atteint, lors de son plus fort éloignement du Soleil, une distance de 2 850 au. La comète Hyakutake découverte en 1996 par un astronome amateur Yuji Hyakutake, s'éloigne jusqu'à 3 410 au du Soleil. La comète Machholz, découverte le 27 août 2004 par l'astronome amateur Donald Edward Machholz, va plus loin encore, jusqu'à 4 787 au.
La Comète McNaught, découverte le 7 août 2006 en Australie par Robert H. McNaught, qui devint l'une des comètes les plus brillantes de ces dernières décennies, possède une orbite allant à 4 100 au. Enfin l'une de ces comètes célèbres la plus éloignée est la comète West, découverte par l'astronome danois Richard M. West à l'observatoire de La Silla au Chili le 10 août 1975 qui va jusqu'à 13 560 au.

### Sedna, le premier candidat important

Animation d l'orbite de Sedna (en rouge) avec en dernier plan, le nuage de Hills (en bleu).

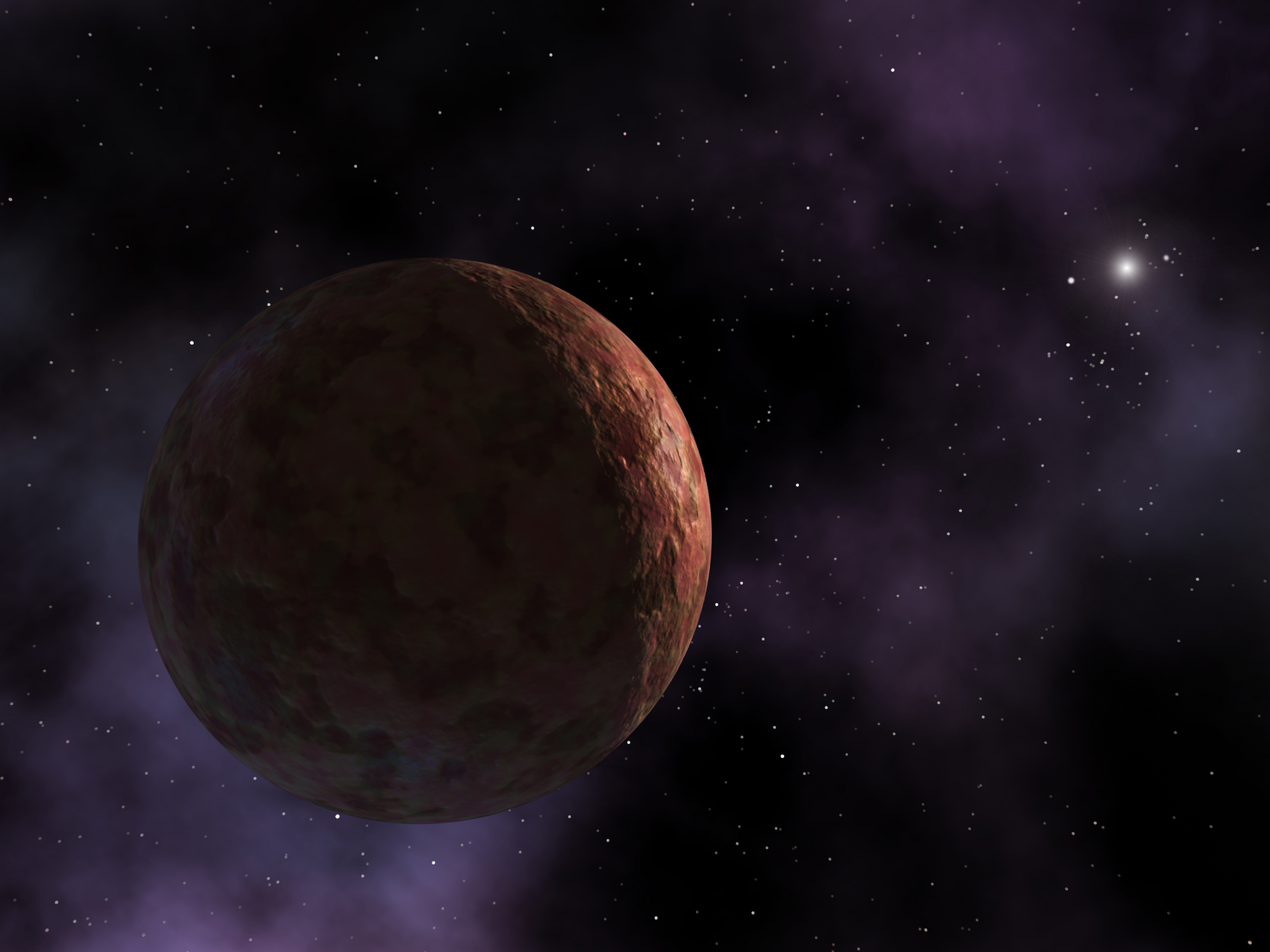
Vue d'artiste de Sedna.

Sedna fut découvert par Michael E. Brown, Chadwick Trujillo et David L. Rabinowitz le 14 novembre 2003. Cependant, il est difficile de déterminer sa forme en raison de sa distance. Des mesures spectroscopiques ont montré que la composition de sa surface est similaire à celle d'autres objets transneptuniens : il est majoritairement composé d'un mélange de glaces d'eau, de méthane et d'azote avec du tholin. Sa surface est l'une des plus rouges du Système solaire.
C'est probablement la première détection de l'hypothétique nuage de Hills. La région de ce nuage cométaire a été définie comme se composant d'objets ayant des orbites mesurant en moyenne entre 2 000 et 15 000 au.
Sedna est cependant beaucoup plus près du système interne que la distance supposée du nuage de Hills. Le planétoïde, découvert à une distance d'environ 13 milliards de kilomètres (90 au) du Soleil, circule sur une orbite elliptique qui l'amène tous les 12 260 ans à seulement 75 au du Soleil lors de son passage au plus près (le prochain aura lieu en 2076), et le conduit à plus de 987 au à son point le plus éloigné. Contrairement aux comètes, ce corps ne fut pas découvert lors d'un passage dans le système interne. D'un diamètre plus grand que celle de la planète naine Cérès, Sedna est aussi plus grand que les comètes habituelles.
Mais Sedna ne peut pas être considéré comme un objet de la ceinture de Kuiper, car sa trajectoire ne l'amène pas dans la région de la ceinture de Kuiper. Il fait partie des objets détaches, corps n'appartenant à aucun modèle. La plupart de ces objets sont par ailleurs en résonance avec Neptune. Sedna ne s'approche jamais à moins de 75 au et n'est pas en résonance avec la planète gazeuse. De ce fait, considérer Sedna comme un objet du nuage intérieur d'Oort peut être une possibilité.

### VP113: confirmation du nuage
La découverte de l'objet transneptunien 2012 VP113 annoncé le 26 mars 2014 change la vision des objets transneptuniens. Cet astre de 450 km de diamètre, contrairement aux planètes naines, ne fait pas partie de la ceinture de Kuiper. Son orbite bien plus éloignée se trouve entre 80 et 400 ua du Soleil. Il possède des caractéristiques similaires à Sedna. Alessandro Morbidelli, de l'observatoire de Nice et spécialiste de la dynamique des corps du Système solaire, déclara à la découverte de ce corps, qu'elle « confirme ce que celle de Sedna avait suggéré : il existe un réservoir d'astres à plusieurs centaines d'unités astronomiques, une sorte de nuage d'Oort fantôme ».
Cette découverte a permis de mettre en évidence trois et non deux réservoirs de comètes : la ceinture de Kuiper, le « nuage d'Oort fossile » et le nuage d'Oort « classique ». Ce nuage d'Oort fossile contiendrait environ un millier de corps d'environ 1 000 km de diamètre. Contrairement à la ceinture de Kuiper soumis à la force de Neptune et le nuage d'Oort classique « influencé par les forces de marées de la Galaxie », le nuage d'Oort fossile n'est soumis à aucune force et est figé pour toujours.